# 내

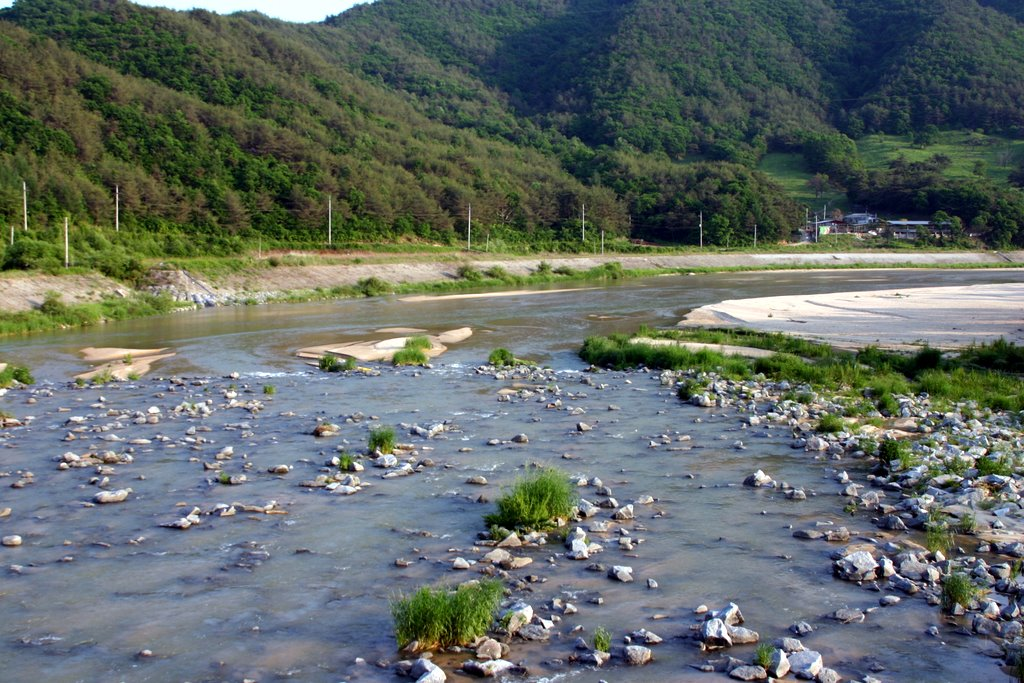
내

내 또는 시내, 개울, 개천, 천(川)은 골짜기나 들에 흐르는 작은 물줄기를 뜻한다. 일반적으로 내는 강보다 작은물줄기를 가리킨다.

## 같이 보기
- 강
- 지류